# Seiboldstetten

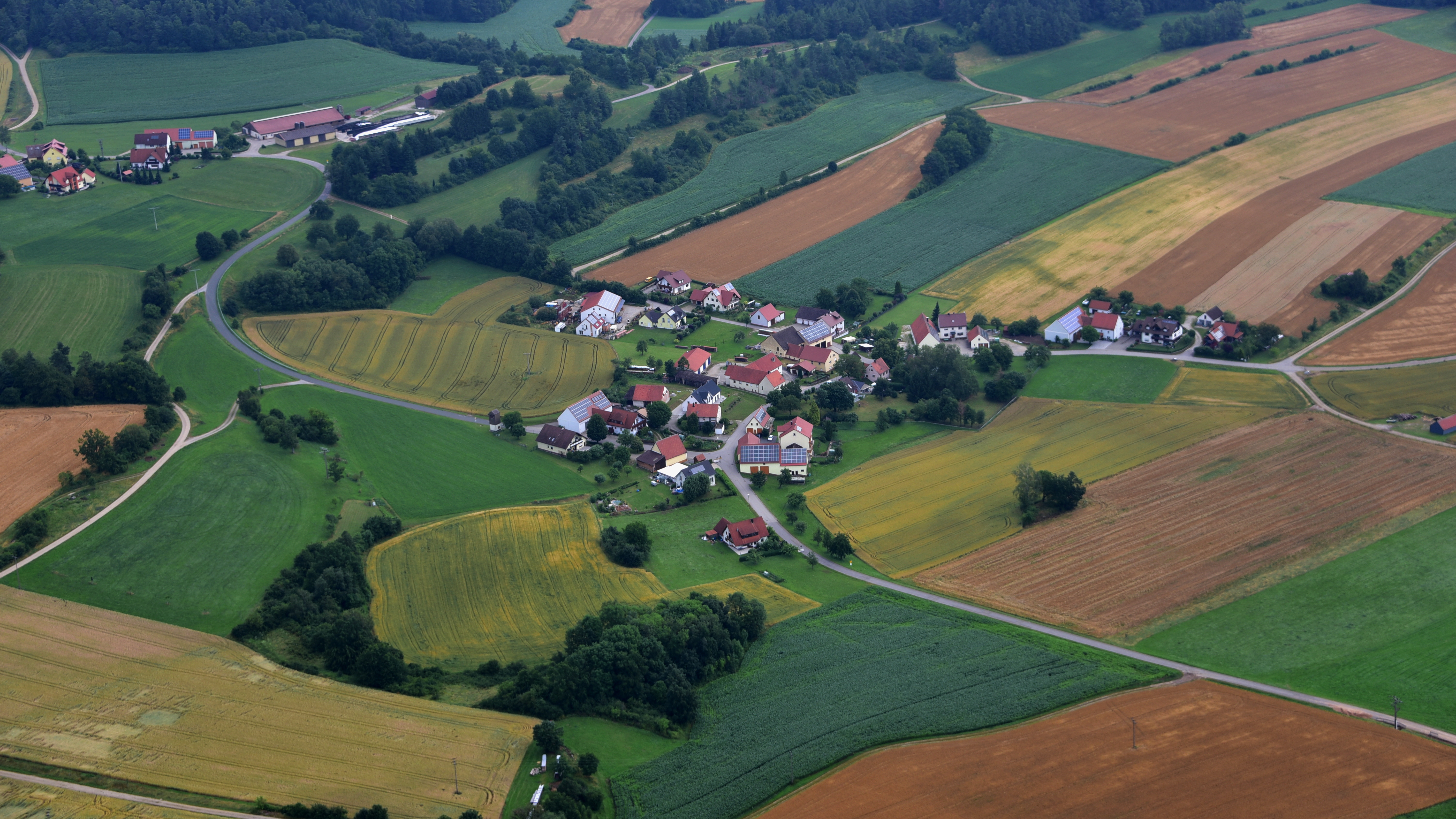
Luftaufnahme von Seiboldstetten

Seiboldstetten ist ein Gemeindeteil der Gemeinde Alfeld im Landkreis Nürnberger Land (Mittelfranken, Bayern). Seiboldstetten liegt in der Gemarkung Pollanden.

## Geografie
Das Dorf befindet sich auf freier Flur und ist – außer im Süden – von Erhebungen der Hersbrucker Alb umrahmt. Eine Gemeindeverbindungsstraße führt nach Lieritzhofen zur Kreisstraße LAU 26 (1,5 km südlich) bzw. zur LAU 26 bei Alfeld (2,4 km südöstlich). Eine weitere Gemeindeverbindungsstraße führt nach Wettersberg (0,5 km nördlich).

## Geschichte
Durch die zu Beginn des 19. Jahrhunderts im Königreich Bayern durchgeführten Verwaltungsreformen wurde der Ort mit dem zweiten Gemeindeedikt zu einem Bestandteil der Ruralgemeinde Pollanden. Zusammen mit dieser wurde Lieritzhofen im Zuge der Gebietsreform in Bayern am 1. April 1971 in die Gemeinde Alfeld eingegliedert.